# Pristimantis xylochobates
Pristimantis xylochobates (Synonym: Eleutherodactylus xylochobates) ist ein Froschlurch aus der mehr als 570 Arten umfassenden Gattung Pristimantis. Er ist in den Anden Kolumbiens endemisch.

## Merkmale
Pristimantis xylochobates ähnelt am meisten Pristimantis appendiculatus, der im Süden Kolumbiens und in Ecuador beheimatet ist. Wie dieser Verwandte besitzt Pristimantis xylochobates eine relativ lange, spitze Schnauze. Die Weibchen werden bis maximal 5 Zentimeter lang, die Männchen bleiben etwas kleiner. Die Färbung ist hellbraun mit schwarzen Flecken. Die Hinterbeine sind sehr schmal und lang. An den langen Zehen und Fingern befinden sich keinerlei Schwimmhäute, aber vergrößerte Haftscheiben.

## Verbreitung
Pristimantis xylochobates wurde bisher nur auf der Serranía de los Paraguas im Norden der westlichen Kordillere (Cordillera Occidental) der kolumbianischen Anden gefunden. Die Fundstellen liegen im Grenzgebiet der beiden Departamentos Chocó und Valle del Cauca. Die Art lebt dort in einer Höhe von 2100 bis 2250 Metern über dem Meeresspiegel. Ihr natürlicher Lebensraum sind die noch ungestörten Wolkenwälder in diesem Gebiet. Das Vorkommen ist durch die Planung einer Straße entlang der Serranía de los Paraguas bedroht und wurde deshalb von der Organisation IUCN auf die Rote Liste der bedrohten Arten gesetzt und als „gefährdet“ (vulnerable) eingestuft. Derzeit ist die Population stabil.

## Lebensweise
Die Frösche der Art Pristimantis xylochobates sind auf der niederen Vegetation innerhalb der Wälder zu finden. Sie können sich mit den Haftscheiben ihrer Zehen und Finger auf den Blättern festhalten. Für die Entwicklung der Jungfrösche ist kein Kaulquappenstadium in einem Gewässer nötig. Sie entwickeln sich direkt im Mutterleib in den Eiern und werden lebend geboren. Dadurch ist aber die Anzahl der Jungen pro Brut sehr eingeschränkt. Einschnitte in der Populationsentwicklung, etwa durch die Störung ihres Lebensraumes, können von dieser Art nur sehr langsam ausgeglichen werden. Solche Störungen können auch durch eine längere Trockenperiode entstehen, wie sie etwa im Juli 1997 in der Serranía de los Paraguas beobachtet wurde. Von Bakterien oder Pilzen ausgelöste Krankheiten gefährden ebenfalls die Artenvielfalt der Frösche im Westen Kolumbiens, die als weltweit einzigartig angesehen wird.

## Systematik und Taxonomie
Pristimantis xylochobates wurde 1996 durch John Douglas Lynch und Pedro Miguel Ruíz-Carranza als Eleutherodactylus xylochobates beschrieben. 2007 wurde Eleutherodactylus xylochobates von S. Blair Hedges, William E. Duellman und Matthew P. Heinicke in die Gattung Pristimantis gestellt. Diese Gattung umfasst die südamerikanischen Arten der ehemaligen Großgruppe Eleutherodactylus. In der immer noch sehr artenreichen Gattung Pristimantis gehört Pristimantis xylochobates zur Untergattung Pristimantis (Pristimantis). Die große Familie der Südfrösche, zu der die Gattung nach damaliger Auffassung gehörte, wurde in mehrere Familien aufgeteilt und 2008 wurden alle Pristimantis-Arten der Familie der Strabomantidae zugeordnet. 2011 wurden die Strabomantidae mit der Familie Craugastoridae zusammengelegt und eine eigene Unterfamilie Pristimantinae errichtet. Diese wurde jedoch 2014 aufgelöst und Pristimantis wurde in die Unterfamilie Ceuthomantinae integriert. 2018 wurde die Familie Strabomantidae mit vier Unterfamilien, darunter die Unterfamilie Pristimantinae, wiedererrichtet.